# Symbiosismus
Der Symbiosismus (aus altgriechisch σύν «zusammen» und βίος «Leben» mit dem Derivationssuffix -ισμός gebildet; Englisch symbiosism) ist eine philosophische Denkrichtung darwinistischer Prägung, welche sich mit Sprache, Bewusstsein und der Position des Menschen in der Natur beschäftigt.
Nach symbiosistischem Verständnis lässt sich die Sprache analog als ein ‚biologischer Organismus‘, genauer als mutualistischer Symbiont erklären, dessen Träger das menschliche Gehirn ist. Sprache vermittelt Meme, die kleinsten replizierbaren Elemente extra-genetischer Information, und ist daher von großer Bedeutung in der Entwicklungsgeschichte der Menschheit. In der symbiosistischen «Leidener Schule» werden diese Meme als sprachliche Zeichen nach Saussure aufgefasst.

## Historische Entwicklung
In der frühen Indogermanistik und Sprachwissenschaft im Allgemeinen existierten bereits Vorstellungen von der Sprache als Organismus; dieses Gleichnis wurde beispielsweise von Wilhelm von Humboldt 1812 verwendet. Erst August Schleicher bezeichnete die Sprache konkret als lebendiges Gewebe, welches Prozessen der natürlichen Selektion unterworfen sei, nachdem er Charles Darwins Buch Über die Entstehung der Arten gelesen hatte.
Die modernere, konkret symbiosistische Sprachphilosophie wurde von Frederik Kortlandt in den frühen 1980er Jahren in Leiden entwickelt.  Der Symbiosismus basiert auf Konzepten des Darwinismus, der konstruktivistischen Mathematik und der Memetik nach Richard Dawkins, und entwickelt diese weiter. Auch die Arbeiten zur klassischen Logik, welche der niederländische Mathematiker L. E. J. Brouwer verfasste, können als Einfluss gezählt werden. Die prominentesten heutigen Vertreter des Symbiosismus aus der sogenannten «Leidener Schule» sind Frederik Kortlandt und George van Driem.

## Theoretische Positionen

### Der memetische Organismus der Sprache
Sprache ist laut den Vertretern des Symbiosismus primär als ein Organismus zu verstehen, welcher der natürlichen Selektion unterliegt, und über dessen Verhältnis zu seinem menschlichen Träger verschiedene Ansichten existieren. So argumentiert Kortlandt für eine parasitische Natur der Sprache, da die durch sie vermittelten Meme fatale Folgen für den menschlichen Wirt haben können. Laut van Driem handelt es sich bei Sprache eher um einen mutualistischen Symbiont, da die Sprache selbst für den menschlichen Wirt nicht schädlich sei und auch benigne memetische Konzepte oder memeplexes vermitteln kann sowie die fitness und damit die Überlebenschancen einer Gruppe erhöhe. Er postuliert ferner: «[…] die Geburt der Sprache war die Geburt des ersten Mems» (2001: 33).
Die Definition des Mems im Oxford English Dictionary orientiert sich an der Position, die Richard Dawkins in seinem Werk The Selfish Gene vertritt: das Mem als kultureller Bestandteil, welcher vor allem durch Nachahmung extragenetisch replizierbar sei. Die Definition der «Leidener Schule», basierend auf van Driems Languages of the Himalayas, definierte das Mem neu als eine neuroanatomische Verankerung der Bedeutung und der phonologischen Form einer linguistischen Einheit, also als Zeichen nach Saussure. Die units of imitation in der Oxforder Schule werden in der Leidener Schule als mimes bezeichnet, welche vor- wie nachsprachlich entstanden sein können, wie etwa das Waschen von Reis durch Makaken oder Musik.
Linguistische Bedeutung, wie sie auch das Zeichen nach Saussure darstellt, basiert nach symbiosistischer Ansicht auf geschlossenen, nicht-konstruierbaren Mengen im logisch-mathematischen Sinne. Sprachliche Bedeutung unterliege aber nicht dem aristotelischen Prinzip des ausgeschlossenen Dritten (tertium non datur).
Die Sprache aber lässt eine größere Anzahl an Bedeutungsmöglichkeiten offen als es die Ja/Nein-Dichotomie der aristotelischen Logik erlauben würde. Diese Beobachtung wurde in der Mathematik bereits durch Brouwers intuitionistische Mengenlehre gemacht.

### Meme und Bewusstsein
Die Beeinflussung des Menschen durch Meme wird im Symbiosismus als fundamentales Prinzip menschlichen Bewusstseins verstanden, «[…] wir sind, was wir glauben» (van Driem 2001: 59). Während die menschliche Physis auf genetischer Information basiert, dient Sprache als Vehikel extra-genetischer Information. Der Mensch befinde sich so an der Schnittstelle zwischen memetischen und genetischen Informationen, wobei die Menge der Meme oder der memetischen Information das menschliche Genom quantitativ übersteige.

### Religionskritik
In der symbiosistischen Philosophie tritt Religion am ehesten als Argument für die parasitäre Natur der Sprache auf und wird als pathologischer memeplex (also als memetischer Komplex) beschrieben. Religiöse Vorstellungen, welche selbstlegitimierende Strukturen aufweisen, benötigen Sprache als Vermittlungswerkzeug. Die religiösen memeplexes vereinnahmen infolge von Indoktrination die menschlichen Gehirne und führen potentiell zu pathologischen bis zu fatalen Situationen religiösen Extremismus, wie beispielsweise religiös motivierte terroristische Anschläge oder Gruppenselbstmorde. Generell hätten durch Sprache vermittelte Konzepte, die zur Steigerung der Gruppenidentität beitrugen, eine wesentliche Rolle in der menschlichen Evolution und insbesondere bei der möglichen Ausrottung anderer Hominiden gespielt. Dennoch hat gemäß van Driem Religion nicht zwingend nur negative Auswirkungen auf den Menschen, in dessen Gehirn sie sich festsetzt.

### Kritik an anderen (linguistischen) Strömungen
Die symbiosistische Sprachphilosophie fasst Sprache weder als Organ noch als reines Werkzeug zur Informationsvermittlung auf. Erstere Position ist eine in formalistisch-generativistischen Theorien verbreitete Ansicht, zweitere Vorstellung findet sich im europäischen linguistischen Strukturalismus.
Vor allem formalistische Theorien und deren Vertreter werden vom symbiosistischen Standpunkt abgelehnt und kritisiert, da sie aufgrund ihrer grundlegenden Annahme, semantische und syntaktische Phänomene der Sprache seien voneinander getrennte Einheiten, die Erkenntnisse der Primatenforschung und Kritik in linguistischen Kontroversen (wie sie beispielsweise durch die Debatte um die Pirahã-Sprache entstand) fundamental missinterpretieren würden und die in «pseudowissenschaftlichen» Jargon gekleideten Gelehrtenstreitigkeiten innerhalb des formalistischen Lagers bestenfalls einen geringen Beitrag zum Verständnis der Sprache leisteten. Jegliche linguistische Erklärung der Sprachevolution, welche das Problem der linguistischen Bedeutung ignoriert, sei daher nicht-empirisch oder unvollständig.
Im Zusammenhang mit der Sprachdokumentation üben Vertreter des Symbiosismus Kritik am platonischen Essentialismus, da eine Sprache immer aus sich selbst, und nicht mit vorgefertigten theoretischen Kategorien, welche sich vielleicht beim Beschrieb anderer Sprachen als nützlich erwiesen haben, gedeutet werden sollte.